# Xerophaeus espoir
Xerophaeus espoir е вид паяк от семейство Gnaphosidae. Видът е уязвим и сериозно застрашен от изчезване.

## Разпространение
Разпространен е в Сейшели.